# Собаньская, Каролина
Кароли́на Роза́лия Тэ́кля Ржеву́ская (пол. Karolina Rozalia Tekla Rzewuska, в браке Соба́ньская (Соба́нская, пол. Sobańska); 25 декабря 1795, имение Погребище — 16 июля 1885, Сен-Жермен-ан-Лэ) — авантюристка и тайный агент царского правительства, в которую были влюблены и которой посвящали свои стихи Александр Пушкин и Адам Мицкевич. Хозяйка одесского салона, прославилась в начале 1820-х своей жгучей, демонической красотой.

## Происхождение
Родилась в семье сенатора Адама Ржевуского и его жены Юстины Рдуловской. 
Сестра - Эвелина Ганская.
Братья - Адам Ржевуский и Генрих Ржевуский. 
Тётка знаменитой авантюристки Екатерины Радзивилл.
Отец был старшим в магнатском роде Ржевуских, постоянно нуждался в средствах, что особенно бросалась в глаза при сопоставлении с его младшим кузеном Вацлавом Ржевуским, владельцем Подгорецкого замка, который жил в Вене на широкую ногу и проводил время в путешествиях по Ближнему Востоку. 
Детство Каролины прошло в венском доме Вацлава и Розалии Ржевусских, где усвоила безупречные светские манеры. Также много времени она проводила у Любомирских, так как дети князя Франтишека Ксаверия приходились ей двоюродными братьями и сёстрами.

## Одесский период

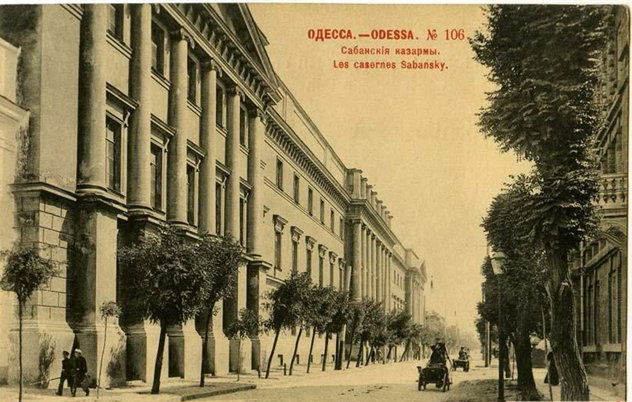
Сабанские казармы на Канатной улице (бывший лабаз Иеронима Собаньского)

Родственники, чтобы поправить финансовое положение семейства, выдали в 1813 году Каролину замуж за богатого одесского негоцианта Иеронима Собаньского, который был более чем в два раза её старше. Одесса в то время не была избалована светским обществом, и явление иностранки «высокого светского воспитания» произвело большое впечатление.
«В больших торговых городах бывает всегда коммерческая аристократия; тут из бедности вдруг поднявшиеся богачи, по большой части иностранцы, оттого были еще спесивее. — замечает Вигель. — Ничего, кроме денег, не нужно было жадным и негостеприимным купцам Одессы. Из свиты губернатора никого не приглашали они к себе и таким образом совсем отделяли городское общество от того, которое почитали придворным». Положение польской аристократки в молодом городе оказалось, таким образом, двояким. По рождению она принадлежала к «аристократии крови», а по браку — к аристократии торговой, представители которой плохо ладили друг с другом.
Девушка попыталась исправить это положение. Она завела в Одессе салон наподобие венского салона своей тётки, который «некогда слыл первым в Европе по уму, любезности и просвещению его посетителей» (Вигель). Современники отмечали хорошо поставленный голос светской львицы и приезжали послушать, как она поёт. По словам Вигеля, «из мужского общества собирала она у себя всё отборное, прибавляя к тому много забавного, потешного». Одним из её увлечений было коллекционирование автографов знаменитых людей. В собрании Каролины имелись автографы Питта, Веллингтона, Шатобриана, Лафатера, M-me де Сталь. Не соответствуют, правда, действительности утверждения, что именно в честь Каролины муж назвал имение под Одессой (ныне курортный посёлок Каролино-Бугаз).
Родив мужу дочь, Собаньская с 1816 года прекратила с ним жить в одном доме. Католическая консистория санкционировала раздельное проживание супругов по причине «нездоровья» одного из них. По Одессе поползли слухи о её связи с генерал-лейтенантом Виттом, сыном греческой куртизанки Софии Глявоне, пресловутым двойным агентом эпохи русско-французских войн.

Сколько раз видели мы любовников, пренебрегающих законами света, которые покидают его и живут единственно друг для друга. Тут ничего этого не было. Напротив, как бы гордясь своими слабостями, чета сия выставляла их напоказ целому миру. Сожитие двух особ равного состояния предполагает ещё взаимность чувств: Витт был богат, расточителен и располагал огромными казенными суммами; Собаньская никакой почти собственности не имела, а наряжалась едва ли не лучше всех и жила чрезвычайно роскошно, следственно, не гнушалась названием наемной наложницы, которое иные ей давали.— Вигель

Витт пытался интригами добиться назначения губернатором Новороссии. Хотя в итоге назначение получил граф Воронцов, Витта как доверенное лицо всемогущего Аракчеева повысили в должности, поручив ему командовать всеми южными военными поселениями. Фактически он должен был уравновешивать могущество Воронцова, который имел в правительственных кругах репутацию либерала. 

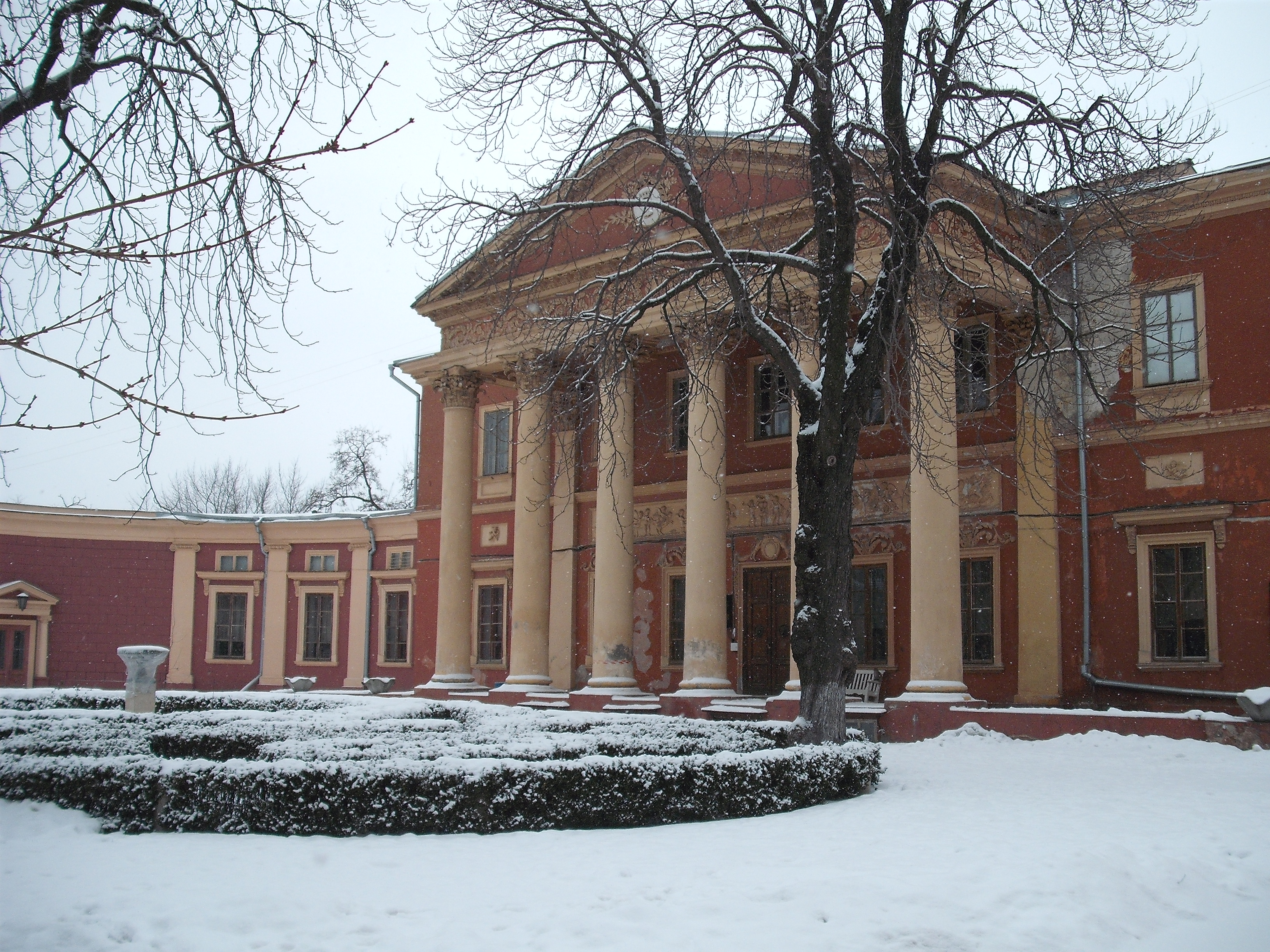
Одесский дворец Ольги Потоцкой, куда Каролине был вход заказан.

Вигель в знаменитых своих мемуарах ярко описал «войну салонов» в Одессе начала 1820-х годов. Жена нового губернатора, урождённая графиня Браницкая, не одобряла посещение салона своей соотечественницы Ржевуской-Собаньской, которую в Одессе прозвали «Демоном». Много толков вызывало её открытое сожительство с генералом Виттом, который обещал жениться на ней после улаживания формальностей с разводом. Развод самой Каролины с Собаньским был оформлен только в 1825 году.

Ей было уже лет под сорок, и она имела черты лица грубые; но какая стройность, что за голос и что за манеры! Две или три порядочные женщины ездили к ней и принимали у себя, не включая в то число графиню Воронцову, которая приглашала её на свои вечера и балы единственно для того, чтобы не допустить явной ссоры между мужем и Виттом; Ольга же Нарышкина-Потоцкая, хотя по матери и родная сестра Витту, не хотела иметь с ней знакомства; все прочие также чуждались её. В этом унизительном положении какую твердость умела она показывать и как высоко подыматься даже над преследующими её женщинами!— Вигель
В том же 1825 году умерла жена другого состоятельного одесского негоцианта, Амалия Ризнич. Предприимчивая полька тут же просватала за вдовца свою младшую сестру Полину, которая вскоре присоединилась к ней в Одессе. По свидетельству Вигеля, супруги Ризнич «в угождение ей давали пышные обеды, что и составляло ей другой дом, где она принимала своё общество». Это общество включало всех тех, кто по службе желал бы подольститься к Витту: «Из военных поселений приезжали к ней на поклонение жёны генералов и полковников, мужья их были перед ней на коленях», — вспоминал о том времени Вигель.

## Собаньская и Пушкин

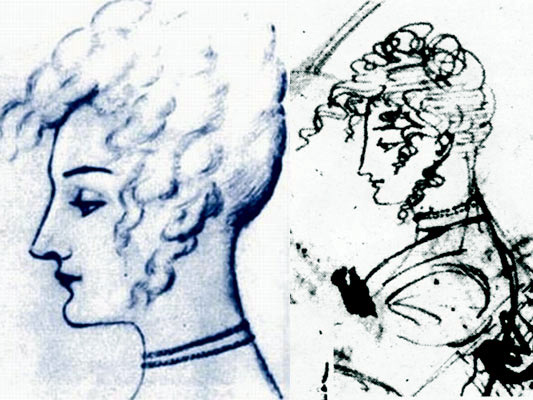
Предположительно на этих рисунках Пушкина изображена Собаньская

Пушкин был очарован Собаньской, когда впервые увидел её в Киеве 21 января 1821 года (по некоторым расчётам, это был день святого Валентина). Хотя поэт был приметно ниже ростом и моложе широкоплечей, дюжей красавицы, во время южной ссылки он был не прочь «приударить» за обеими «губернаторшами» — Воронцовой и Собаньской. Впоследствии поэт называл своё чувство к последней «опьянением любви, самой конвульсивной и самой мучительной». В советское время была принята точка зрения, что Собаньскую «приставили» следить за опальным поэтом то ли Витт, то ли сам Бенкендорф и что на творчество поэта их отношения не оказали заметного влияния. В новейших публикациях именно к Собаньской относят признание поэта в письме к А. Н. Раевскому (октябрь 1823 года) о том, что после приезда Каролины в город «страсть его очень уменьшилась», так как он влюбился в Амалию Ризнич, и загадочную помету Veux tu m’aimer от 18—19 мая 1824 года.
Собаньская неудобна официальным пушкинистам оттого, что современники подозревали её не только в работе на III отделение, но и в том, что она способствовала раскрытию Виттом планов Южного общества, которое даже Константин Павлович признал гнусностью. Витт осуществлял наблюдение за южными декабристами и лично за Пестелем (последний собирался просить руки его дочери). Хотя документальные свидетельства сотрудничества Собаньской с полицией в начале 1820-х годах отсутствуют, тот же Вигель сообщает, что позднее распространились сообщения, будто

Витт употреблял её и сериозным образом, что она служила секретарем сему в речах столь умному, но безграмотному человеку и писала тайные его доносы, что потом из барышей и поступила она в число жандармских агентов. <…> О недоказанных преступлениях, в которых её подозревали, не буду и говорить. Сколько мерзостей скрывалось под щеголеватыми её формами!
В конце 1829 г. Собаньская по делам приехала в российскую столицу. Тогда с ней свёл знакомство П. А. Вяземский, писавший жене: «Собаньская умна, но слишком величава. Спроси у Пушкина, всегда ли она такова или только со мною и для первого приёма?» Тогда же поспешили возобновить знакомство с польской аристократкой Пушкин и Мицкевич. «Непростительно, что вы и Пушкин, оба первые поэты своих народов, не сошлись до сих пор между собою. Я вас заставлю сблизиться», — такие слова Каролины польскому поэту приводит один из мемуаристов.
Переписка Пушкина с Собаньской не сохранилась. Однако в бумагах поэта найдены два весьма сумбурных черновика франкоязычных писем к Собаньской, датируемых январём 1830 года и, судя по всему, так и не отправленных. Причиной написания писем Пушкин называет иронию адресата, которая не позволяет высказать чувства при личной встрече. По наблюдению Ахматовой, это едва ли не единственные по-настоящему любовные письма во всём богатом эпистолярном наследии Пушкина:

Сегодня 9-я годовщина дня, когда я вас увидел в первый раз. Этот день был решающим в моей жизни. Чем более я об этом думаю, тем более убеждаюсь, что мое существование неразрывно связано с вашим; я рожден, чтобы любить вас и следовать за вами — всякая другая забота с моей стороны —
заблуждение или безрассудство…
К тому времени, когда Пушкин написал эти строки, он уже давно был увлечён Натальей Гончаровой и даже просил (безуспешно) её руки. По мнению Т. Г. Цявловской, невозможность близости с Каролиной окончательно прояснилась для Пушкина в феврале, после чего он отправился в Москву, где сделал второе предложение Гончаровой: «Вероятно, Пушкин обрадовался возможности отвлечься от душевной боли, и контрастный образ скромной юной девушки, в которую он был уже год влюблен, вновь завладел им в какой-то мере». Вместе с тем даже перед самым бракосочетанием его состояние оставалось далёким от эйфории.

### Творчество Пушкина
Собаньская почти не упоминается в письмах Пушкина и в воспоминаниях близких к поэту людей. Она долгое время оставалась «тайной любовью» поэта. До конца XIX века черновики его писем к ней печатались в собраниях сочинений Пушкина не в эпистолярной секции, а как наброски некоего романа. Первым адресата писем определил одесский литературовед А. М. де Рибас. Тем не менее гипотеза о глубокой влюблённости Пушкина в женщину старше его возрастом, и притом о любви, которую он пронёс через все 1820-е годы, не сразу укоренилась в пушкинистике. В 1934 году де Рибас пишет Т. Г. Цявловской:

Свои первые догадки сообщил уже много лет тому назад Н. О. Лернеру, который сначала не соглашался, находя невероятным, чтобы Пушкин во время своей влюбленности в Гончарову мог увлекаться ещё другою страстью, но потом, через несколько годов, признал мои соображения правильными.

Что касается вопроса о влиянии Собаньской на творчество Пушкина, то этот вопрос остаётся предметом многочисленных споров. Безусловно адресовано Собаньской стихотворение «Что в имени тебе моём», которое Пушкин собственноручно занёс в её альбом 5 января 1830 года в ответ на просьбу оставить автограф. Вероятно, именно оно зашифровано в плане неосуществленного собрания стихотворений аббревиатурой «Соб-ой». С ним обычно связывают и непосредственно следующее в этом списке стихотворение «Когда твои младые лета…» Т. Г. Цявловская относит к этому же циклу прощания с Собаньской знаменитый отрывок «Я вас любил…» и высказывает предположение, что при написании письма Онегина к Татьяне «поэт в большой мере черпает мысли, обороты и жизненную силу из своих писем к Собаньской». 
Что в имени тебе моём?

Оно умрёт, как шум печальный

Волны плеснувшей в берег дальный,

Как звук ночной в лесу глухом.

Оно на памятном листке

Оставит мёртвый след, подобный

Узору надписи надгробной

На непонятном языке.

Что в нём? Забытое давно

В волненьях новых и мятежных,

Твоей душе не даст оно

Воспоминаний мирных, нежных.

Но... в день печали, в тишине

Произнеси его, тоскуя;

Скажи: есть память обо мне,

Есть в мире сердце где живу я…
Большой интерес фигура Каролины Собаньской вызывала у Анны Ахматовой. В своих пушкиноведческих статьях она связывала с продажной и демонической «одесской Клеопатрой» тему египетской царицы, которая проходит через всё творчество поэта и получает наиболее чистое и сосредоточенное воплощение в повести «Мы проводили вечер на даче» (с точки зрения Ахматовой, вершина пушкинской прозы). Согласно пушкиноведческим построениям Ахматовой, до брака с Гончаровой сердце поэта терзали две «вамп» — Собаньская и Закревская. Именно с ними исследовательница связывает «тёмную даму», неуловимо скользящую по страницам «Евгения Онегина», и жгучую героиню «Каменного гостя».
Имя Каролины отсутствует в донжуанском списке, однако уже более 100 лет не затихают споры о том, кого имел в виду поэт под обозначением NN. В 1997 г. М. И. Яшин в сборнике «Утаённая любовь Пушкина» высказал предположение, что Собаньская и есть таинственная женщина, которая вдохновила поэта на написание «Бахчисарайского фонтана». Яшин попытался воссоздать цикл ранних, одесских стихотворений, которые могли быть навеяны чувством поэта к Собаньской. В этот цикл он включает элегию «Все кончено; меж нами связи нет…», стихотворения «Простишь ли мне ревнивые мечты…», «Ночь», «Как наше сердце своенравно…» и другие. Вопрос об «утаённой любви» времени южной ссылки остаётся в пушкинистике открытым.
Роман Якобсон развивал точку зрения, что Собаньская послужила прототипом Марины Мнишек в «Борисе Годунове». Аргументация строится на том, что в неотправленном письме Раевскому поэт замечает, что «кузина мадам Любомирской» сказала про Мнишек: Elle est horriblement polonaise («Она до невероятия полька»). Под «кузиной Любомирской» с большой степенью вероятности подразумевается Собаньская. Данный пассаж свидетельствует о том, что даже если Пушкин не читал Каролине отрывки из пьесы, то по крайней мере обсуждал с ней личность Марины.

## Собаньская и Мицкевич
Когда Пушкин отбыл из Новороссии в Михайловское, у Собаньской появился новый поклонник и опять поэт — Адам Мицкевич. Доказательством этой страсти являются посвященные ей сонеты, где Собаньская скрывается под инициалами D. D., которые принято расшифровывать как «донна Джованна» (пол. Donna Dżiowanna). От робкой влюблённости (сонет «С собой говорю я, с другими немею») поэт переходит к бурной страсти (элегия к Д. Д. «О, если б ты лишь день в душе моей была»). Настроения беспечности («Когда в час веселый откроешь ты губки…») сменяются горьким разочарованием с оттенком презрения (сонет «Прощание». К Д. Д.). «Сама в опасности, ты расставляешь сети другим…» — упрекал Собаньскую поэт в знаменитых «Крымских сонетах». В Крым поэт приехал из Одессы в сопровождении Собаньской и всего её семейства — официального мужа, любовника Витта и брата Адама. В ноябре 1825 г. Мицкевич покинул Одессу, унося с собой горечь и негодование по поводу предмета своей недавней страсти.
Как и в случае с Пушкиным, литературоведы склонны объяснять интерес Собаньской к Мицкевичу меркантильными соображениями политического сыска, хотя признаётся, что получение Собаньской материального вознаграждения за свои «услуги» никак не зафиксировано.

## Польское восстание
В 1830 году на польских, литовских, белорусских землях, части украинских земель, находившихся в составе Российской империи, вспыхнуло польское освободительное восстание. За активное участие в подавлении «мятежа» своих соотечественников граф де Витт был удостоен золотой сабли с алмазами. Получив в августе 1831 года назначение варшавским военным губернатором, он прибыл в Варшаву в сопровождении Собаньской. Однако польское происхождение Витта и Собаньской навлекло на них подозрение со стороны высших правительственных чиновников. Из польской столицы к Бенкендорфу неслись тревожные депеши: «Поляки и польки совсем завладели управлением. Образовалось что-то вроде женского общества под председательством г-жи Собаньской, продолжающей иметь большую силу над графом Виттом. Благодаря этому главные места предоставляются полякам, которые наиболее участвовали в мятеже».
Бенкендорф не замедлил доложить о самоуправстве Собаньской императору. Реакция Николая I на это была резкой и незамедлительной:

Долго ли граф Витт даст себя дурачить этой бабой, которая ищет одних своих польских выгод под личной преданностью, и столь же верна г. Витту как любовница, как России, быв ей подданная? Весьма хорошо бы было открыть глаза графу Витту на её счет, а ей велеть возвратиться в своё поместье на Подолию.— Письмо императора Паскевичу
Вслед за тем было отклонено предложение Паскевича назначить Витта вторым человеком в польском правительстве. Не помогли делу и заверения, что Витт и Собаньская официально оформили свои отношения (тем более что документальные подтверждения заключения брака отсутствуют). Царь дал понять, что карьера графа закончена из-за его связи с аферисткой: «Женившись на Собаньской, он поставил себя в самое невыгодное положение, и я долго оставить его в Варшаве никак не могу. Она самая большая ловкая интриганка и полька, которая под личиной любезности и ловкости всякого уловит в свои сети, а Витта будет водить за нос в смысле видов своей родни».
Собаньская попыталась оправдаться перед Бенкендорфом в безупречном стилистически письме на французском языке, где доказывала свою преданность русской монархии и «презрение» к собственной родине, то есть Польше. Тем не менее варшавский скандал нанёс непоправимый ущерб её отношениям с графом Виттом. В 1835 году они расстались. В советской историографии инициатором разрыва называли Витта. Попытку примирить супругов предпринял наполеоновский маршал Мармон, в 1834 году посетивший Витта в крымском имении Ореанда. Уже уехав из России, герцог Рагузский советовал Каролине:

Ради себя самой оставьте ему надежду на то, что не все кончено. Существуют взаимные интересы, которые должны обновить связи, казалось, предназначенные распасться. Воспоминания имеют столько прелести, когда они говорят о живой и преданной привязанности, и как отказаться от того нежного и трогательного, что они содержат в себе. И разве тот, кто интересует вас, не обладает столькими сердечными качествами? Это такое доброе, такое достойное существо.
О том, чем занималась Собаньская в эти годы, известно мало. Большим ударом стала для неё ранняя смерть дочери Констанции. Мемуарист Маркевич свидетельствует, что и в 40 лет, невзирая на огрубевшие черты лица, она была всё ещё хороша:

Я помню её ещё в тридцатых годах в Киеве, в доме отца моего, — помню как теперь пунцовую бархатную току с страусовыми перьями, необыкновенно красиво шедшую к её высокому росту, пышным плечам и огненным глазам.

## Последние годы в России

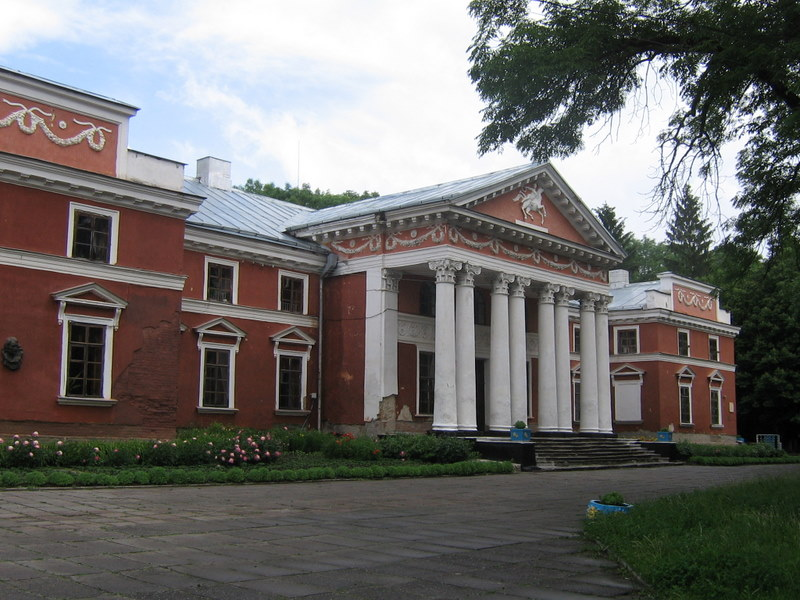
Верховня — имение свояка, а потом и брата Каролины

Едва порвав отношения с Виттом, Каролина Собаньская вступила в брак с его адъютантом Чирковичем — сербским дворянином, который перешёл из австрийской службы на русскую и считался весьма многообещающим офицером. Однако надежды на блестящую карьеру не сбылись. Всего лишь за год до смерти в 1846 г. он получил должность бессарабского вице-губернатора, до этого же положение супругов было весьма бедственным.
После расставания с Виттом мадам Чиркович поселилась в Кореизе у А. С. Голицыной, «мужеподобной старухи, собиравшей вокруг себя мистически настроенных одиноких женщин». Там она продолжала жить с мужем и после смерти Голицыной. Каролина была принята в кругу пиетисток как своя ввиду несколько показной набожности, которая давно вызывала у недоброжелателей упрёки в ханжестве. С годами её интерес к вопросам религии продолжал усиливаться.
Несмотря на возраст, Каролина не теряла способности пленять окружающих. Видевший её в Кореизе брат хозяйки, Николай Всеволожский, писал: «Редко встречал я женщин, столь прелестных во всех отношениях». Её племянница графиня Анна Мнишек, встретив тётку в октябре 1847 г., писала матери: «Она ослепительно прекрасна. Я не думаю, чтобы она была когда-либо красивее, чем сейчас. Быть может, это лебединая песня её красоты, но существует и такая красота, которая никогда не исчезает».

## Поездка по Европе
После смерти мужа мадам Чиркович отправилась с сестрой Алиной в Париж. Бальзак, возлюбленный её младшей сестры Эвелины Ганской, знавший о Каролине только по её отзывам, был о той невысокого мнения. Он писал Эвелине, что её старшая сестра — «лицемерная безумица, худшая из всех». В Риме Каролина сдружилась с графиней Бокарме, к которой в своё время был неравнодушен писатель и которой он посвятил «Полковника Шабера». В отзыве Бальзака по этому поводу сквозит сарказм: «Две очаровательные женщины чрезвычайно понравились друг другу и в настоящее время как две сестры на выданье». Писателя также уязвило отсутствие обеих тёток на свадьбе Анны (дочери Эвелины) с графом Мнишеком в Висбадене. Он даже задумал комедию «Король нищих», в которой Каролине отводилась роль «набожной ханжи».
В кругу польских эмигрантов, собиравшихся в отеле Ламбер, сестру русского генерала ожидал холодный приём — даже со стороны таких старых знакомых, как Мицкевич. Ей не могли простить связь с Виттом — одним из палачей Польского восстания 1830 года. Погостив у сестры, вдова возвратилась в Российскую империю, в Подолию. После нескольких лет, проведённых у брата-генерала в Погребище, Каролина задумалась о приобретении собственного дома в Одессе. Другой её мечтой было паломничество в Святую землю. Из-за затруднений с получением паспорта поездку на юг пришлось отложить. В 1850 г. Каролина выехала на постоянное место жительство в Париж и больше в Россию не возвращалась. Во Франции она провела последнюю треть своей жизни.

## Закат жизни

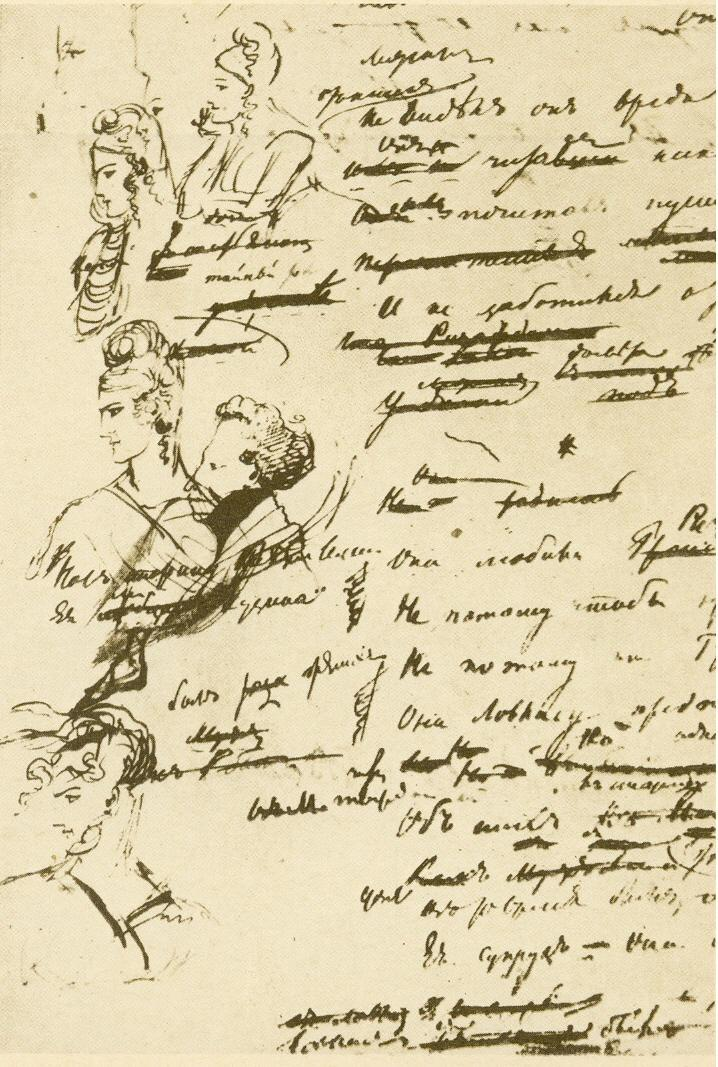
Страница рукописи «Евгения Онегина». Портрет Собаньской внизу страницы.

Нельзя признать достоверными сообщения о том, что по прибытии в Париж мадам Чиркович решила повторить «подвиг» младшей сестры и завлечь в свои сети французского литератора с именем. Наиболее авторитетной фигурой в литературной жизни Франции того времени был критик Сент-Бёв. Встречаются утверждения, что дело едва не дошло до свадьбы и церемония была отменена в последний момент, когда Сент-Бёв получил сведения о прошлом мадам Чиркович, рисовавшие её в неблагоприятном свете. Следует иметь в виду, что единственный источник сведений о романе Сент-Бёва и Каролины — её племянница Екатерина Радзивилл, которая была склонна к выдумкам и мистификациям.
Вместо Сент-Бёва мадам Чиркович остановила свой выбор на восходящей звезде французской поэзии — Жюле Лакруа (1809-87). Он был младшим братом известного в то время «библиофила Жакоба», который работал в библиотеке Арсенала. Судьба распорядилась так, что неприступная женщина, в своё время не тронутая любовными мольбами двух величайших поэтов своих стран, в итоге связала свою жизнь с третьеразрядным служителем музы. Аттестат о браке Жюля Лакруа и «графини Чиркович» датирован 6 ноября 1851 г.
Каролина Ржевуская достигла 90 лет, пережив всех остальных «звёзд» одесского общества начала 1820-х. Последний раз она была воспета в 80-летнем возрасте: посвящённый ей сонет открывал сборник стихотворений Лакруа L’année infâme (1872). Вскоре после публикации этой книги муж ослеп. Хотя он был существенно моложе её, на исходе жизни Каролине приходилось заботиться о немощном супруге. Пожилая пара окончила жизнь в нищете и безвестности в одном из пригородов Парижа. Некролог в Figaro появился 18 июля 1885 г. Ещё через 2 дня состоялось отпевание Каролины Лакруа в церкви Мадлен. Муж пережил Каролину на 2 года.
У Каролины были потомки. Дочь Констанция (1814—1838) в 1832 году в Дрездене вышла замуж за Ксаверия Сапегу (1807—1882) и родила двух детей.

## Наследие
В 1988 г. В. Фридкин обнаружил в библиотеке Арсенала дневник Каролины Лакруа, он: «напоминает альбомы, бывшие в моде в прошлом веке: кожаный коричневый переплет, медный замок на обрезе (ныне он сорван). В дневнике около 300 страниц, но заполнен он только наполовину. Записи большей частью по-французски и лишь изредка по-польски. Перед каждой записью — дата». Вместе с дневником был переплетён ворох писем к Собаньской её давней подруги А. С. Голицыной.
В 2004 г. было объявлено, что наследники Собаньской выставляют на аукцион автограф стихотворения «На холмах Грузии лежит ночная мгла…», вписанный Пушкиным в альбом своей возлюбленной.